# Ják
Ják (nemško Jaak, Sankt Georgen, Sankt Jörgn, hrvaško Jakova) je vas na Madžarskem, ki upravno spada pod podregijo Szombathelyi Železne županije.
Vas je dobila ime po fevdalni plemiški rodbini, ki je v prvi polovici 13. stoletja tukaj ustanovila benediktinski samostan. S prihodom Turkov so menihi samostan zapustili in o njem danes ni sledu. Samostansko cerkev sv. Jurija pa so vsakokratni zemljiški gospodje obnavljali. Ob prelomu v 20. stoletje (ob tisočletnici madžarske državnosti) so cerkev temeljito obnovili v duhu prvotne zasnove, tako da je danes najbolje ohranjeni primer poznoromanske arhitekture na Madžarskem.
V neposredni bližini samostanske cerkve so na mestu nekdanje farne cerkve v 13. stoletju zgradili Jakobovo kapelo, ki je služila prebivalcem vasi. Do 18. stoletja je bilo okrog nje pokopališče.